# نظرعلی‌بلاغی
نظرعلی‌بلاغی روستایی است که در استان اردبیل، شهرستان بیله‌سوار، بخش قشلاق‌دشت، دهستان قشلاق جنوبی قرار دارد.

## جمعیت
بر اساس سرشماری سال ۱۳۸۵ جمعیت این روستا ۳۱۹ نفر با ۸۴ خانوار بوده‌است.